# Небојша Јеврић
Небојша Јеврић (Бијело Поље, 17. мај 1959) је српски књижевник, новинар и ратни извештач. Писао је за Дугу, НИН, Политику, Јединство, Стварање и Књижевну реч. Аутор је 13 књига. Живи и ради у Београду.

## Биографија

### Образовање и новинарска каријера
Рођен је 1959. године у Бијелом Пољу. Отац Данило био је наставник руског језика, а мајка Драгица је била учитељица. Студирао је на Филозофском факултету Универзитета у Београду, али је студије напустио на трећој години. Књижевни узор био му је његов земљак Миодраг Булатовић, а дружио се са Браном Петровићем, Амбром Марошевићем, Јашом Гробаровим и Ацом Секулићем. 
Новинарску каријеру је започео у листу Репортер, захваљујући Ивану Миладиновићу. Лист је издао само шест бројева и престао да постоји, након чега је са већином редакције прешао у Дугу.

### Ратни извештач
Као новинар Дуге, био је ратни извештач из Републике Српске Крајине и Републике Српске. Током рата је на Палама срео америчког новинара Роја Гатмана који се распитивао о силовању муслиманки у Босни. На директно питање ко је највише силовао, Јеврић му је одговорио да је то свима познато и да се ради о Грубану Малићу. У питању је био фиктивни лик из романа Миодрага Булатовића Херој на магарцу. Међутим, Гатман је такво сазнање пренео без икакве провере, а ситуација је кулминирала дотле да је Ричард Голдстон, судија Међународног кривичног суда за бившу Југославију у Хагу, додао Малића на листу ратних злочинаца које трибунал потражује и означио га као чувара у логору Омарска. Иако се брзо открило о чему је реч, оптужница против Малића је одбачена тек 1998. године, а Јеврић је исте године написао књигу Херој на путу путује у Хаг.

### Приватни живот
Ожењен је Бојаном, наставницом која ради са аутистичном и схизофреном децом. Имају кћерку.

## Оцена књижевног стваралаштва
Мирјана Бобић Мојсиловић је Јеврића назвала српским Хемингвејем.